# Nothocnide melastomatifolia
Nothocnide melastomatifolia är en nässelväxtart som först beskrevs av Karl Moritz Schumann, och fick sitt nu gällande namn av Chew. Nothocnide melastomatifolia ingår i släktet Nothocnide och familjen nässelväxter. Inga underarter finns listade i Catalogue of Life.